# Silvia Dell'Orso
Silvia Dell'Orso (Milano, 26 agosto 1956 – Milano, 10 dicembre 2009) è stata una giornalista, saggista e storica dell'arte italiana.

## Biografia
Laureata in lettere con indirizzo artistico all'università di Milano (relatore Pierluigi De Vecchi), Silvia Dell'Orso si perfezionò quindi in storia dell'arte e si impegnò, come giornalista e saggista, nella divulgazione dei temi legati alle arti visive e ai beni culturali e ambientali.
Fu redattrice delle pagine culturali de la Voce di Montanelli, corrispondente da Milano per Il Giornale dell’Arte  e titolare di rubriche sull'arte per mensili (Antiquariato) e settimanali (D la Repubblica delle Donne, TuttoMilano di La Repubblica,  Arcipelago Milano). Collaborò, su argomenti collegati ai beni culturali, con la Repubblica, L'Espresso, Il Sole 24 ore (inserto domenicale), Gente.
A partire dal 1996 e sino al 2007 fu consulente per la comunicazione e i rapporti istituzionali del Fai – Fondo Ambiente Italiano - per il quale diresse il notiziario del Fai e curò, nel 2000, la pubblicazione di Pagine scelte da Raffaello ad Antonio Cederna. 500 anni di scritti sulla tutela del patrimonio. Nel 2004 ha ideato e contribuito a realizzare il convegno nazionale Conservazione e Partecipazione e relativi atti (pubblicati da Feltrinelli).
Fu membro della Commissione sponsorizzazioni culturali del Gruppo giovani dell'Assolombarda collaborando alla realizzazione del libro Dalla sponsorizzazione all'investimento nella cultura, edito nel 1998 dalla Regione Lombardia Direzione generale Cultura e dal Gruppo giovani imprenditori Assolombarda.
Nel 2006 si candidò alle elezioni amministrative del comune di Milano nella lista Ferrante. Promosse, con altri, la nascita di Trame Metropolitane e dell'Ecomuseo urbano di Milano (E.U.M.M.). 
Tra le sue pubblicazioni, i contributi per la Nuova Enciclopedia dell'Arte (Garzanti, 1986), per il manuale di storia dell'arte destinato agli studenti delle scuole medie superiori Arte nel tempo (Bompiani, 1991), per La grande pittura (Bompiani, 1991) e la sezione beni culturali del manuale di storia dell'arte L'arte tra noi (Electa-Bruno Mondadori, 2006). Fu autrice, tra gli altri, di un saggio (1994) sull'opera di Jean-Pierre Velly. Di particolare rilevanza un suo saggio sulle attribuzioni degli affreschi della chiesa di Santa Maria in Piano a Loreto Aprutino.
Pubblicò due libri con Laterza: Altro che musei. La questione dei beni culturali in Italia (2002) e Quale eccellenza? Intervista sulla Normale di Pisa, libro-intervista con Salvatore Settis (2004). L'ultimo suo libro Musei e territorio - Una scommessa italiana  fu stampato da Electa nel 2009 ed è utilizzato ancora oggi in molte università come uno dei testi di riferimento sugli ecomusei.
A Silvia Dell'Orso è ispirata l'Associazione Culturale Silvia Dell'Orso, associazione no profit fondata dal marito Paolo Cavaglione, che ha al centro della sua missione statutaria la promozione della corretta divulgazione come elemento cruciale per creare sensibilità verso il patrimonio culturale. L'Associazione, il cui presidente onorario è Salvatore Settis, bandisce ogni anno il Premio Silvia Dell'Orso per la miglior opera di divulgazione dei temi legati ai beni culturali.
Per decisione del Comune di Milano il nome di Silvia Dell'Orso è stato iscritto dal 2 novembre 2015 nel Famedio del Cimitero Monumentale di Milano tra i milanesi illustri che si sono distinti per il contributo dato alla loro città. Il 10 ottobre 2017 il Comune di Pescara ha conferito a Silvia Dell'Orso la Medaglia d'oro al Merito Civile alla memoria

## Opere principali
- Altro che Musei, la questione dei beni culturali in Italia Laterza, 2002. ISBN 88-420-6714-8
- Quale eccellenza, Intervista a Salvatore Settis sulla Normale di Pisa, Laterza, 2004. ISBN 88-420-6974-4
- Musei e territorio. Una scommessa italiana, Electa, 2009. ISBN 978-88-370-6809-7